# SACI (software)
O Sistema de Apoio à Comunicação Integrada (SACI) é um software livre voltado para gestão de produção midiática. Trata-se de uma aplicação web com um modelo de negócios voltado para o domínio da Comunicação, com especializações no âmbito do Jornalismo, Comunicação Organizacional, Produção Gráfica, Fotografia e Gestão da Informação. Ele oferece uma única interface para gestão de produtos para diferentes mídias, sejam elas impressa, radiofônica, televisiva ou baseada na Internet, como ocorre na produção de boletins para e-mails ou na publicação de notícias em sites, portais e redes sociais.
O SACI não é um Sistema de gerenciamento de conteúdo (do inglês Content Management System – CMS) convencional, mas pode ser integrado a sistemas deste gênero visando prover conteúdo noticioso de forma dinâmica. Com isso, todo o workflow de produção de uma notícia é gerenciado pelo SACI que, ao final do processo, automaticamente publica o conteúdo no CMS, sem a necessidade de intervenção do usuário. Esse processo de automação também ocorre em relação ao envio de produtos para mailings e na publicação no Twitter e no Facebook, de forma que a vantagem é que um usuário produtor de conteúdo não necessita gerenciar diferentes contas e senhas em diferentes plataformas. Basta usar o SACI previamente configurado para funcionar integrados estes ambientes. Para produtos impressos e de rádio e TV, o SACI fornece soluções intermediárias do processo produtivo, como espelhos e scripts.

## Características
O SACI é licenciado sob os termos da licença GPLv3 e está registrado sob o protocolo número 018090030152 e publicado no RPI 2063 do Instituto Nacional da Propriedade Industrial (INPI), de acordo com a Lei de Propriedade Industrial (9.279/96) e Lei de Software (9.609/98).
Multiplataforma, o SACI é desenvolvido em Java e possui banco de dados MySQL. Seu código-fonte é mantido pela Secretaria Geral de Informática (SIn) da Universidade Federal de São Carlos (UFSCar). Todas as dependências e instruções para instalação e utilização do software estão disponíveis na página do projeto.

## História
O SACI foi criado em 2004 no âmbito de um curso de pós-graduação lato-sensu em em Computação, na área de Desenvolvimento de Software para Web, da UFSCar. Seus criadores foram o jornalista Rodrigo Eduardo Botelho-Francisco, e os profissionais de Tecnologia da Informação André Colombo Bermudez, Marcelo Florian, Marco Antonio Campuzano Rios e Rodrigo Estevan Bela.
A partir de 2007, a UFSCar passou a investir recursos institucionais no aprimoramento do Sistema, que começou a ser utilizado na Coordenadoria de Comunicação Social (CCS) e na Rádio UFSCar. A partir daí, a divulgação do trabalho destas unidades fez com que o Sistema se popularizasse entre as universidades federais, que também passaram a demandar seu uso. Tendo em vista este objetivo, em 2009 foi estabelecida uma parceria entre a UFSCar e a Rede Nacional de Ensino e Pesquisa (RNP) para aprimorar e flexibilizar o SACI, de modo que ele pudesse ser adotado também em outras Instituições Federais de Ensino Superior (IFES).

A articulação do SACI junto à RNP ocorreu por meio de um projeto maior, chamado RedeIFES, que visava a formação de uma rede colaborativa entre as IFES, principalmente no âmbito das rádios e TVs universitárias. Desde então, o SACI passou a compartilhar os objetivos do projeto da RedeIFES, compartilhando princípios, conceitos e interesses de aprimoramento para formação do que tem sido conceituado como um ecossistema midiático, formado pela integração do SACI a outros sistemas de troca de conteúdos (ITVU) e de webcasting (UniVerTv). Esse ambiente de desenvolvimento é compartilhado entre UFSCar e as universidades federais do Paraná (UFPR), do Rio de Janeiro (UFRJ) e de Ouro Preto (UFOP).
Parte da história do desenvolvimento do sistema é contada em artigo publicado na revista Comunicação & Inovação. Também há informações em publicações em congressos como os da Sociedade Brasileira de Estudos Interdisciplinares da Comunicação (Intercom), Sociedade Brasileira de Pesquisadores em Jornalismo (SBPJor) e International Media Management Academic Association.

## Contribuidores
As seguintes pessoas contribuiram para o desenvolvimento do Projeto SACI.
- Alberto René Zanetti (alberto@ufscar.br): desenvolvedor
- Alex Fernando Orlando (alex@bluedotsoft.com): gerente executivo do projeto de desenvolvimento, desenvolvedor
- Aline Vanessa Zambello (alinezambello@gmail.com): assessora técnica
- André Colombo Bermudez (bermudez.andre@gmail.com): autor
- André Sanches (asanches@ufscar.br): analista de TI
- Arnaldo Candido Junior (arnaldocan at ig.com.br): desenvolvedor
- Carlos Rocha (ufpr2@yahoo.com.br): consultor
- Diego Zanchi (diego.saci@ufscar.br): estagiário
- Francisco Jose Daher Junior (chicodaher@aci.ufop.br): consultor
- Lucas José dos Santos Souza (lucas.jose@bluedotsoft.com): desenvolvedor
- Marcelo Florian (marceloflorian@uol.com.br): autor
- Marco Antonio Campuzano Rios (marco.rios@bvsistemas.com.br): autor
- Raul V. Cioldin (raulvc@gmail.com): assessor técnico
- Renato Sukomine (renato.saci@ufscar.br): programador
- Rodrigo Eduardo Botelho Francisco (rodrigo@ufscar.br): autor, coordenador do projeto de desenvolvimento
- Rodrigo Estevan Bela (rodrigo_bela@dc.ufscar.br): autor
- Segio Donizetti Zorzo (zorzo@dc.ufscar.br): professor orientador do projeto original
- Sergio Nazare de Sa Duque Estrada Meyer (sergiomeyer@cos.ufrj.br): consultor
- Simone Braghin (sim3br@gmail.com): assessora técnica
- Thiago Faria Nogueira (thiagofaria@bluedotsoft.com): desenvolvedor

## Instituições usuárias
As instituições abaixo possuem instalações do SACI. Os links remetem às páginas iniciais do Sistema em cada uma delas:
- Universidade Federal de São Carlos - UFSCar[9]
- Universidade Federal do Paraná - UFPR[10]
- Universidade Federal do Mato Grosso - UFMT[11]
- Universidade Federal do Rio Grande do Norte - UFRN
- Universidade Federal de Rondônia - Unir
- Universidade Federal de Minas Gerais - UFMG
- Universidade Federal do Tocantins - UFT[12]
- Universidade Federal de Ouro Preto - UFOP[13]
- Fundação Araucária[14]
- Universidade Tecnológica Federal do Paraná - UTFPR
- Universidade Federal do ABC - UFABC[15]
- Universidade Federal da Integração Latino-Americana - Unila
- Instituto Nacional de Colonização e Reforma Agrária - INCRA[16]
- Universidade de Brasília - UnB[17]
- Polícia Rodoviária Federal[18]
- Governo do Estado do Maranhão[19]

## Spin-off
Dada a origem acadêmica do SACI, tornou-se insustentável atender a certas demandas das instituições de ensino e do mercado, tais como instalação, customização e suporte. Pensando nisso, dois dos autores do projeto idealizaram uma spin-off capaz de preencher essa lacuna, o que mais tarde culminou na parceria com a empresa bluedotsoft. No portfólio da empresa constam outros projetos de software livre, tais como o Gerenciador de Ensino Individualizado por Computador - GEIC.